# Jonathan P. Braga

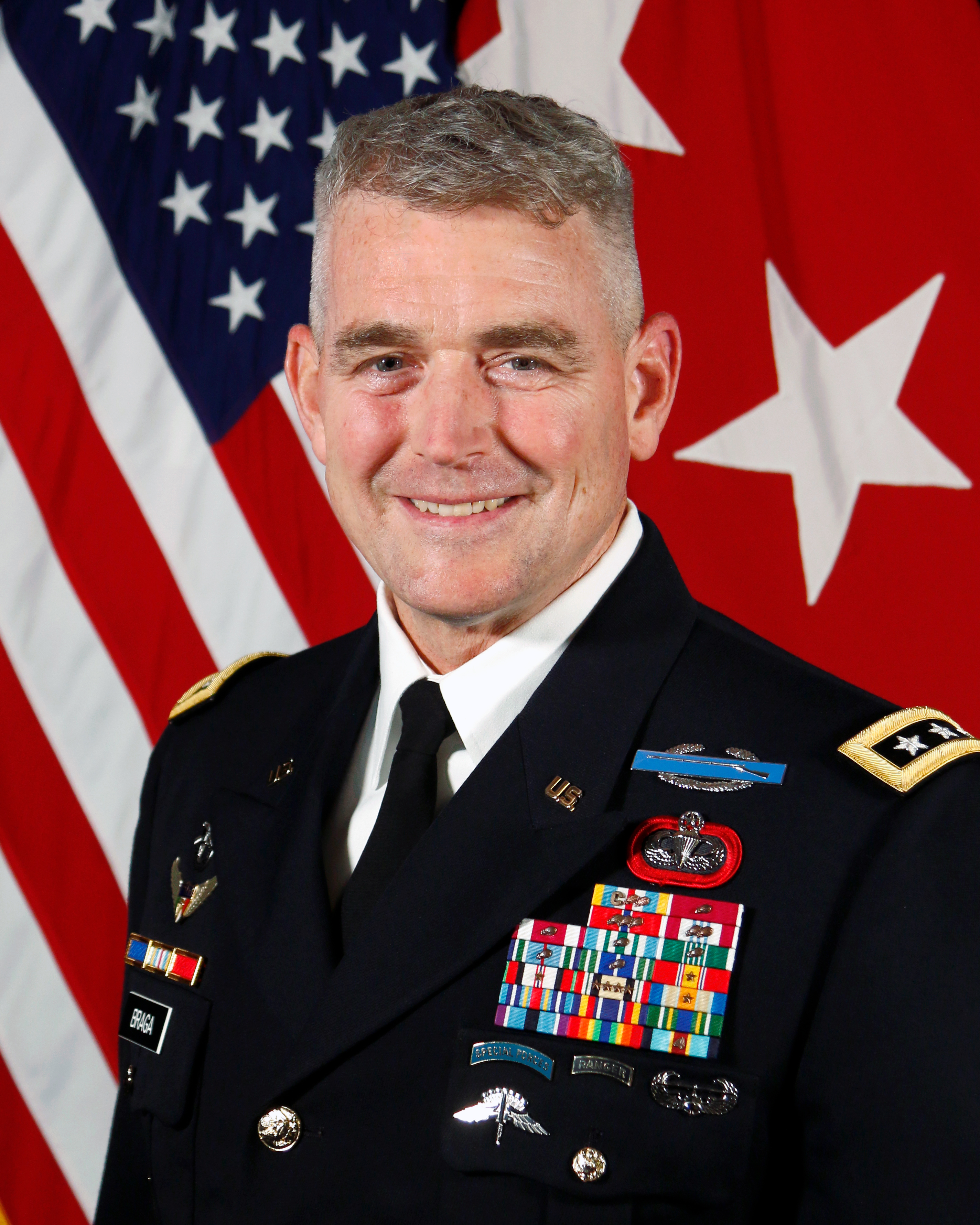
Jonathan P. Braga (2021)

Jonathan Patrick Braga (* 19. Juni 1969 in Attleboro, Bristol County, Massachusetts) ist ein Generalleutnant der United States Army. Zurzeit (Juni 2024) kommandiert er das United States Army Special Operations Command.
In den Jahren 1987 bis 1991 durchlief Braga die United States Military Academy in West Point. Nach seiner Graduation wurde er als Leutnant der Infanterie zugeteilt. In der Armee durchlief er anschließend alle Offiziersränge vom Leutnant bis zum Drei-Sterne-General.
Im Lauf seiner militärischen Karriere absolvierte er verschiedene Kurse und Schulungen. Dazu gehörten unter anderem der Special Forces Qualification Course, das Naval War College und die Naval Post Graduate School.
In seinen jüngeren Jahren absolvierte er den für Offiziere in den niederen Rangstufen üblichen Dienst in unterschiedlichen Einheiten und Standorten. Dazu gehörten auch Aufgaben als Stabsoffizier in verschiedenen Hauptquartieren. Gleich zu Beginn seiner militärischen Laufbahn war er in Südkorea stationiert. Später folgten mehrere Versetzungen in die Karibik und nach Mittel- und Südamerika. Er nahm am Irakkrieg teil und war später auch in Afghanistan eingesetzt.
Im weiteren Verlauf absolvierte er das Naval War College. Danach war er als Stabsoffizier in Washington, D.C. tätig. Daran schlossen sich weitere Versetzungen in den Nahen Osten an. Zwischenzeitlich befehligte er dort eine Joint Special Operations Task Force. Dabei handelt es sich um eine Teilstreitkraft überschreitende gemeinsame Sondereinheit des amerikanischen Militärs.
Im Jahr 2013 wurde Jonathan Braga als Oberst Kommandeur des Militärstützpunkts Fort Irwin in Kalifornien. Dieses Amt hatte er bis zum Jahr 2015 inne. Danach war er bis 2017 Stabschef des United States Joint Special Operations Commands. Am 2. Juli 2017 erreichte Jonathan Braga mit seiner Beförderung zum Brigadegeneral die Generalsränge. Zwischen August 2017 und Juni 2018 war er im Rahmen der Operation Inherent Resolve Direktor für Operationen der Combined Joint Task Force. Dabei war er wieder im Irak stationiert.
Danach wurde er nach Hawaii versetzt, wo er in den Jahren 2018 bis 2020 das Kommando über das United States Special Operations Command Pacific innehatte. Am 2. April 2020 erfolgte seine Beförderung zum Generalmajor. Anschließend blieb er auf Hawaii und wurde stellvertretender Kommandeur der dort ansässigen United States Army Pacific. In dieser Funktion verblieb er bis zum Juli 2021. Kurz danach, am 13. August 2021, erfolgte seine Beförderung zum Generalleutnant. Gleichzeitig erhielt er das Kommando über das United States Army Special Operations Command, das er bis heute (Juni 2024) innehat. Dieses Kommando untersteht dem United States Special Operations Command und befindet sich in Fort Liberty (vormals Fort Bragg) in North Carolina.

## Orden und Auszeichnungen
Jonathan Braga erhielt im Lauf seiner militärischen Laufbahn unter anderem folgende Auszeichnungen:
- Army Distinguished Service Medal
- Defense Superior Service Medal
- Legion of Merit
- Bronze Star Medal
- Defense Meritorious Service Medal
- Meritorious Service Medal
- Joint Service Commendation Medal
- Army Commendation Medal
- Joint Service Achievement Medal
- Army Achievement Medal
- Presidential Unit Citation
- Joint Meritorious Unit Award
- Meritorious Unit Commendation
- National Defense Service Medal
- Afghanistan Campaign Medal
- Iraq Campaign Medal
- Inherent Resolve Campaign Medal
- Global War on Terrorism Expeditionary Medal
- Global War on Terrorism Service Medal
- Korea Defense Service Medal
- Humanitarian Service Medal